# Адонис пламенный
Адо́нис пла́менный (лат. Adónis flámmea) — однолетнее травянистое растение, вид рода Адонис.

## Описание
Высота 25—40 см.
Стебель прямой, простой или ветвистый, бороздчатый, опушённый.
Листья трижды-четырежды-перисторассечённые на линейные дольки, более-менее волосистые.
Цветки 2—4 см в поперечнике, одиночные, чашелистики прижаты к лепесткам, лепестки 7—15 мм длиной, яйцевидные, интенсивно-красные, реже жёлтые, в
основании чёрные. Формула цветка: {\displaystyle \ast K_{5}\;C_{5-8}\;A_{\infty }\;G_{\infty }}.
Плодики в цилиндрической головке с тупым зубчиком. Цветёт в мае—июне.

## Распространение и экология
Естественный ареал — Передняя и Малая Азия, Закавказье, Центральная, Восточная и Южная Европа.
В России произрастает в европейской части (Причерноморский район) и на Северном Кавказе (все районы, кроме Дагестанского) и в Крыму; в сопредельных странах — на Украине (Днепровский район).
Растёт на сухих склонах и мусорных местах, часто сорное в посевах.

## Лекарственные свойства
С лечебной целью используется надземная часть растения.
Растение содержит каротиноид астаксантин. В надземной части растения содержатся углеводы и родственное соединение адонит 2,6 %, карденолиды (строфантидин, цимарин, К-строфантин-бета), каратиноид бета-каротин; флавоноиды (ориентин, адонивернит). В плодах обнаружены алкалоиды.
Растение предложено для применения в медицине аналогично адонису весеннему.